# Enicospilus congoensis
Enicospilus congoensis är en stekelart som först beskrevs av Cameron 1912.  Enicospilus congoensis ingår i släktet Enicospilus och familjen brokparasitsteklar. Inga underarter finns listade i Catalogue of Life.